# يخجال

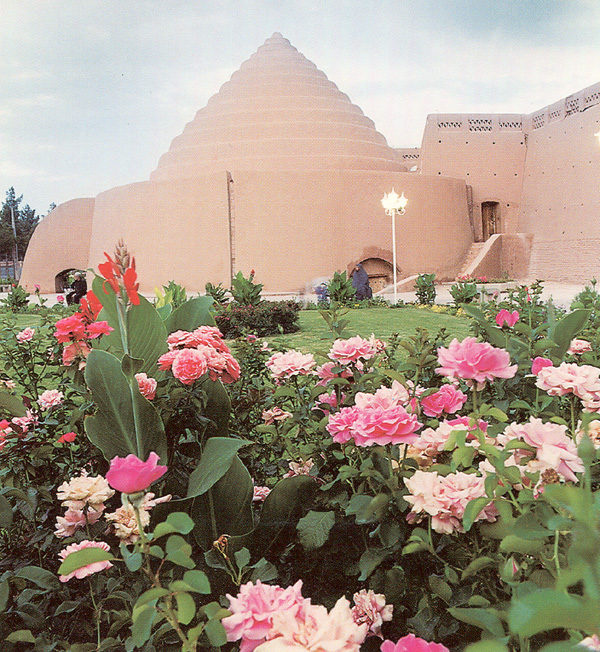
يخجال بالقرب من كرمان،ايران

اليخجال أو اليخشال (بالفارسية: یخچال "حفرة الجليد"؛ يخ="جليد" + چال="حفرة")، وهي تشير إلى نوع من مستودعات الثلج التي اكتُشفت منذ 400 سنة قبل الميلاد في بلاد فارس، وهي مخازن لحفظ الطعام لفترة طويلة. وقد عُثر عليها في كل من صحراء لوط وصحراء كوير، التي يتغير مناخها من مناخ صحراوي باردة (BWk) إلى مناخ صحراوي حارة (BWh).
في الوقت الحالي يُستخدم مصطلح "يخجال" في كل من في إيران وأفغانستان وطاجيكستان للإشارة أيضًا إلى الثلاجات الحديثة.
يكون شكل المبنى عادةً على شكل مقبب مخروطي فوق سطح الأرض، ومساحة التخزين تحت الأرض، وجدران مظللة، وأحواض جليدية. وهي بالغالب يستخدم لتخزين الثلج، ولكن في بعض الأحيان يستخدم لتخزين الطعام وإنتاج الثلج. تعمل المساحة الجوفية ومواد البناء السميكة المقاومة للحرارة على عزل مساحة التخزين على مدار العام. وقد تبُنيت هذه المباني واستخدمت منذ العصور القديمة في بلاد فارس.

## التاريخ
تشير السجلات إلى أن هذه المباني قد بنيت في وقت يعود إلى 400 قبل الميلاد، والعديد منها بنيت منذ مئات السنين ولا تزال قائمة، حيث قام المهندسون الفرس ببناء اليخجال في الصحراء لتخزين الثلج، وبالعادة ما تُبنى في مكان قريب. ويستخدم الثلج الذي يُصنع طوال العام وخاصة خلال أيام الصيف الحارة. ويستخدم الثلج لأغراض مختلفة، منها حفظ الأغذية، ولتبريد الحلوى، أو صنع الحلويات الفارسية التقليدية مثل الفالوذج والشربات المثلج.
لا توجد معلومات مفصلة عن الخلفية التاريخية لليخجال حتى العصر الصفوي. ورغم أن استخدام الثلج كان موجودا بكثرة في النصوص والقصص والأشعار التاريخية قبل العصر الصفوي؛ إلا أنه لا يوجد ذكر لكيفية إنتاجه. وترتبط أقدم الوثائق بالرحالة الفرنسي جان شاردان خلال الفترة الصفوية.
خلال هذه الرحلة، في عام 1665، تحدث شاردان عن كيفية تحضير الثلج في يخجال مدينة أصفهان، فكتب:
تُنسب أقدم صور لليخجال في العصر الصفوي أيضًا إلى شاردان. فقد صور في رحلته منظرًا لمدينة كاشان يظهر فيها اليخجال خارج قلعة المدينة وبرجها وأسوارها.
دخل الهولندي "كورنيلين بروين" المتوفى سنة 1702 إلى إيران وأحضر صورة لليخجال في مدينة قم ووضعها في كتابه، وتعتبر من أهم الوثائق التاريخية لليخجال في العصر الصفوي. وفي هذه الصورة، يتكون خزان الثلاجة من قبة من نوع "الرف المتدرج"، ويمكن رؤية جدار الظل الخاص به على الجانب الأيسر من الصورة.
بالرغم من أن العديد منها قد أهمل على مر السنين بسبب انتشار تكنولوجيا التبريد التجارية، إلا أنه قد جرى إحياء بعض الاهتمام بها كمصدر للإلهام في تصميم المساكن منخفضة الطاقة والهندسة المعمارية المستدامة. وبعضها، مثل اليخجال في كرمان (على ارتفاع أكثر من ميل واحد فوق مستوى سطح البحر)، قد حوفظ عليه جيدًا. ولا تزال هذه المباني ذات الشكل المخروطي التي يبلغ ارتفاعها ثمانية عشر مترًا، وذات عزل هائل، ومياه باردة تتدفق على جوانبها تدفقًا مستمرًا، مما يحافظ على الجليد متجمدًا طوال فصل الصيف.

## التصميم
تم تحسين هندسة اليخجال للاستفادة من فيزياء التبريد التبخيري والتبريد الإشعاعي، وكذلك من المناخ الصحراوي القاحل والمنخفض الرطوبة النسبية والمطلقة. حيث أن انخفاض الرطوبة النسبية يزيد من كفاءة التبريد التبخيري بسبب فارق ضغط البخار، وانخفاض الرطوبة المطلقة يزيد من كفاءة التبريد الإشعاعي لأن بخار الماء الموجود في الهواء يثبطه. بالإضافة إلى أن في بعض المناخات الصحراوية، كالموجودة على ارتفاعات عالية، تنخفض درجات الحرارة إلى ما دون درجة التجمد ليلاً. وينقسم تصميمها عمومًا إلى ثلاثة مجالات: بيت الجليد أو الخزان، وجدران العزل، وحفر الجليد أو الأحواض. ومع ذلك، فقد تباينت هذه المكونات الثلاثة كثيرًا، حيث استُخدم بعضها، في حين كان البعض الآخر مجرد جدار ظل كبير فوق حوض رقيق.

### بيت الجليد
تعمل معظم اليخجال مثل بيت الجليد التقليدي. حيث يهدف الشكل المخروطي الطويل للمبنى إلى تحسين تأثير المدخنة الشمسية، مما يخلق تيارًا حراريًا لتوجيه أي حرارة متبقية إلى الأعلى ثم إلى الخارج من خلال الفتحات الموجودة في أعلى المبنى. من خلال هذه العملية السلبية، يظل الهواء البارد داخل اليخجال. في الوقت نفسه، يسمح المبنى للهواء البارد بالتدفق خلال المداخل الموجودة في قاعدة المبنى والنزول إلى الجزء الأدنى من اليخجال: وهي مساحات كبيرة تحت الأرض يصل حجمها إلى 5,000 م3.
بُنيت اليخجال من مادة ملاط فريدة مقاومة للماء تسمى الصاروج. يتكون هذا الملاط من الرمل والطين وبياض البيض والجير وشعر الماعز والرماد بنسب محددة، وهي مقاومة لانتقال الحرارة ويُعتقد أنها غير قابلة لاختراق الماء تمامًا. وتعمل هذه المادة كعزل فعال على مدار السنة. ويبلغ سمك جدران الصاروج عند القاعدة مترين على الأقل..
غالبًا ما يكون لديهم أيضًا إمكانية الوصول إلى قناة (قناة إيرانية)، وتُجهز أحيانًا بالملقف (مصدات الرياح أو أبراج الرياح) المبني من الطين أو الطوب الطيني في أشكال مربعة أو مستديرة مع فتحات في الأعلى تقوم بتوجيه الهواء البارد إلى الأسفل عبر الداخل، عموديًا توضع شرائح خشبية على الماء أو الهيكل الموجود بالأسفل. يمكن أن يعمل الملقف كمدخنة أيضًا، حيث يطلق الهواء الدافئ من الأعلى ويسحب الهواء البارد من فتحة القاعدة أو القناة المتصلة (يبرد الهواء في القناة تيارٌ تحت الأرض). وهذا التصميم هو الذي يسمح للبيت الجليدي في اليخجال للاستفادة من التبريد بالتبخير، مما يحافظ على برودة الهيكل إلى أقل بكثير من درجات الحرارة المحيطة.
يُفصل الجليد الموجود داخل الهيكل بالخشب والقش غالبًا لعزل طبقات الجليد ومنعها من الالتصاق ببعضها البعض. بالاضافة إلى معظم التصاميم تحتوي على ثقب في الأسفل يرتبط بالقناة، أو ببساطة بمثابة بئر تجفيف.

### جدران الظل
يتراوح فرق درجة الحرارة بين المناطق المظللة وغير المظللة في معظم المناطق التي بُني اليخجال فيها ما يقرب من 15 إلى 20 درجة مئوية، مما يجعل جدران الظل ضرورية للإنتاج والتخزين، فضلاً عن منح العمال وقتًا إضافيًا لجني الثلج. وبالعادة يُبنى الجدار في اتجاه الشرق والغرب بالقرب من اليخجال، ويصل ارتفاعه أحيانًا إلى 15 مترًا وغالبًا ما يصل إلى 10 أمتار لتقليل خسائر الحمل الحراري بالإضافة إلى توفير الظل. ونظرًا لارتفاعها فإن قاعدة الجدران تكون أكثر سمكًا، وفي بعض التصاميم تكون الجدران مقوسة و/أو مَسنُودة لدعم الحمل (كما هو موضح في اليخجال في مدينة سيرجان الإيرانية).
تُوجه المياه من القناة إلى اليخجال، والذي يستخدم لملء أحواض التَجهِيز أو يستخدم لتشغيل التبريد التبخيري في جميع أنحاء بيت الجليد. تُوجه المياه الواردة على طول الجانب الشمالي من الجدار بحيث يقوم التبريد الإشعاعي في ظل الجدار بتبريد الماء مسبقًا قبل دخوله إلى اليخجال (كما هو موضح في اليخجال في كوثر). يُجلب بعد ذلك الجليد إما من أحواض الجليد المغطاة بالجدران، أو من الجبال القريبة ليُخزَّن في الخزان.

### أحواض الثلج
تحتوي الكثير من اليخجال على أحواض جليدية. وقد بُنيت هذه الأحواض إما لتزويد اليخجال بالمياه اللازمة لعملية التبريد التبخيري، بحيث يمكن تحضير الثلج بسهولة أو نقله إلى وحدات التخزين داخله، أو لإنتاج الثلج. في بعض الأحيان كانت هذه الأحواض عبارة عن قنوات مربعة الشكل أبعادها حوالي 100م × 10م وبعمق 40-50 سم، وهي تشبه البركة العاكسة. وفي كثير من الأحيان، لا تستخدم أي مواد خاصة لإنهاء سطح القناة.
بحلول الليل، غالبًا ما يكون لأحواض الجليد رصيد من الطاقة السلبية:
- سيكون توصيل الحرارة إلى الحوض في حده الأدنى طوال اليوم بسبب جدران الظل.
- سيكون الحمل الحراري للهواء الساخن نحو الأحواض ضئيلًا.
- سيؤدي التبخر إلى إبعاد الحرارة عن الأحواض، كما هو الحال مع بقية اليخجال.
- نظرًا لانخفاض محتوى الرطوبة في الهواء، فإن الحرارة المنعكسة من الأحواض إلى الأحواض مرة أخرى ستكون ضئيلة، مما يعني أنه يمكن انبعاث حرارة الأحواض انبعاثًا تامًا.

وهذا يعني أن أحواض الجليد يمكن أن تستخدم برودة ليالي الصحراء و/أو التبريد الإشعاعي لتجميد المياه التي ستُنقل لاحقًا للتخزين على شكل ثلج.